# Chemins de terre
Albums de Alan Stivell
À l'Olympia
(1972) E Langonned
(1974)
Singles
1. Ian Morrison Reel (+ Susy Mac Guire)
Sortie : 1973 (45 tours Fontana)
2. Brezhoneg 'Raok (+ Metig)
Sortie : 1973 (45 tours Fontana)

Chemins de terre est le cinquième album original d'Alan Stivell et son quatrième album studio, paru en avril 1973 et produit par Franck Giboni. L'album est renommé From Celtic Roots… au Royaume-Uni et en Australie et Celtic Rock ou Attention! en Allemagne. Il est réédité en CD en 1994 par les Disques Dreyfus.
L'album marque le décollage d'une « musique nouvelle », « en continuité du reste, mais détaché, improvisé, créé », après plusieurs étapes : l'enracinement, le folk-song celtique (Reflets) puis la pop'music celtique (À l'Olympia) et l'aboutissement du rock celtique. Alan Stivell reprendra cette démarche dans les albums suivants jusqu'au nouvel aboutissement que représentera en 1979 sa Symphonie celtique.

## Présentation de l'album

### Note d'intention
« D'abord, être le plus intensément possible. M'exprimer le plus totalement, le plus sincèrement possible. D'où, obligatoirement mes racines (celtiques), mon époque (électronique), mes références (classiques, américaines, orientales…). Naissance d'une musique européenne, équivalente à la rock-music américaine, une musique vraiment populaire, ne cherchant pas la facilité, croyant à la dignité des hommes. Ensuite, faire le monde nouveau, chanter la Bretagne embryonnaire des travailleurs et des coopératives, des villes sous-marines, des cités de verre et de granit, d'acier, de marées, de pain. Reprendre les chemins de terre avant de s'embarquer pour les îles. »
— Alan Stivell, 1973, intérieur de la pochette.

### Enregistrement

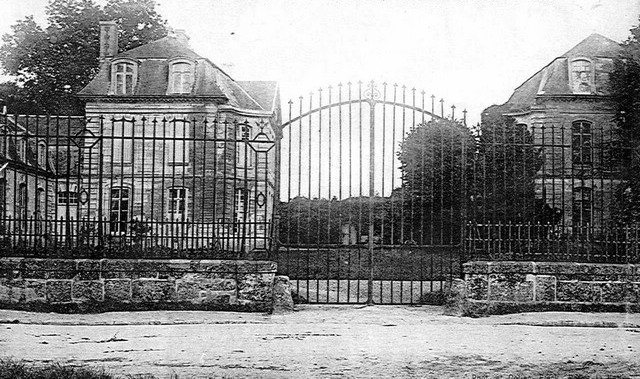
L'entrée du château d'Hérouville (Val-d'Oise), vers le début du XX

L'enregistrement est réalisé au château d'Hérouville par l'ingénieur du son Dominique Blanc-Francard. La gentilhommière avait été transformée en studio d'enregistrement à la fin des années 1960 par son propriétaire, le compositeur Michel Magne, un studio où de nombreux artistes se sont succédé. En plus de l'hébergement, il offre un cadre reposant et divertissant avec tennis et piscine. À l'époque où Stivell enregistre, vinrent aussi Pink Floyd, Elton John, Rod Stewart, Cat Stevens, Magma, Claude Nougaro, T-Rex, Gong, Pierre Vassiliu, Salvatore Adamo…

### Parutions et réception
L'album paraît en avril 1973 chez Fontana, distribué par Phonogram. En même temps, il sort en Allemagne à la fois sous les noms Celtic Rock chez Vertigo et Attention! chez Fontana. Il est distribué sous le nom From Celtic Roots... au Royaume-Uni par Fontana et en Australie par Philips. Enfin, il sort en Italie en 1974 chez Fontana. En France, il reste pendant 24 semaines dans le « Top albums » et occupe la première place pendant quatre semaines. En 1994, il est remasterisé par Keltia III et distribué en CD par les Disques Dreyfus.
Chemins de terre devient très rapidement disque d'or et est désigné « disque de l'année » par la célèbre revue musicale anglaise Melody Maker qui titre : « The conquerer cometh ». À l'époque, 250 000 exemplaires de la revue étaient vendus chaque semaine. Le journaliste Karl Dallas (en) en avait fait la chronique le 6 juin 1973. Le journaliste Jacques Vassal, spécialiste de la musique moderne, écrit à propos de l'album : « (il) est certainement le meilleur recueil de progressive-folk jamais produit en France, si ce n'est le tout premier. Il est d'un niveau comparable à celui des meilleurs groupes anglais du genre, tel Fairport Convention ou Steeleye Span [...] Cela est dû en grande partie à un remarquable effort de cohésion des musiciens du groupe, qui ont aidé Alan à créer les arrangements des morceaux avant de les traduire en musique ». Preuve de ce rapprochement, il effectue la même année une tournée en Grande-Bretagne en première partie de Steeleye Span.
Le 1er septembre, faisant la couverture du magazine Télérama, il est écrit dans l'article signé Jacques Marquis : « Merlin, mais c'est Stivell [...] Sans morgue et plutôt rougissant derrière sa harpe [...] Alan Stivell est l'unificateur moderne de la musique celtique. Il la porte toute. Il n'a même pas besoin d'inventer, il tient dans la peau de sa cornemuse, les trous de sa bombarde et les cordes de sa harpe, dix mille ans de musique. On considère généralement qu'Alan Stivell a provoqué – mon Dieu, c'est affreux ! – puis profité du déferlement de la vague bretonne. C'est, je crois, trop d'honneur et trop d'indignité. Qu'il l'ait provoquée, c'est possible. Qu'il en ait profité, sans grand intérêt. La fameuse vague – très liée d'ailleurs à la vague d'en face : l'Irlandaise – n'est pas née d'une mode mais d'un bonhomme qui s'est imposé seul contre tout le monde. Contre un chobizenesse hilare autant qu'ignare ». Il poursuit l'engouement engagé pour les musiques de Bretagne et des pays celtiques en phases avec leur époque, tout en cherchant à instaurer une prise de conscience, tant au niveau du passé que du futur (Brezhoneg 'Raok).
Les Anglo-saxons sont très réceptifs au répertoire du harpiste. La chanteuse Kate Bush avoue sa fascination pour la musique de Stivell en entendant pour la première fois ce disque, qu'elle découvre par hasard chez son frère : « And as far as I'm concerned this track (Kimiad), is a tear-jerker, it's so beautiful ! » déclare-t-elle sur la BBC en 1980. À la télévision, après avoir diffusé The King of the Fairies pour la première publicité du pâté Hénaff en 1972, la régie française de publicité utilise des musiques de l'album, celle de Ian Morrisson Reel pour les artichauts bretons Prince de Bretagne.

## Caractéristiques artistiques

### Analyse musicale

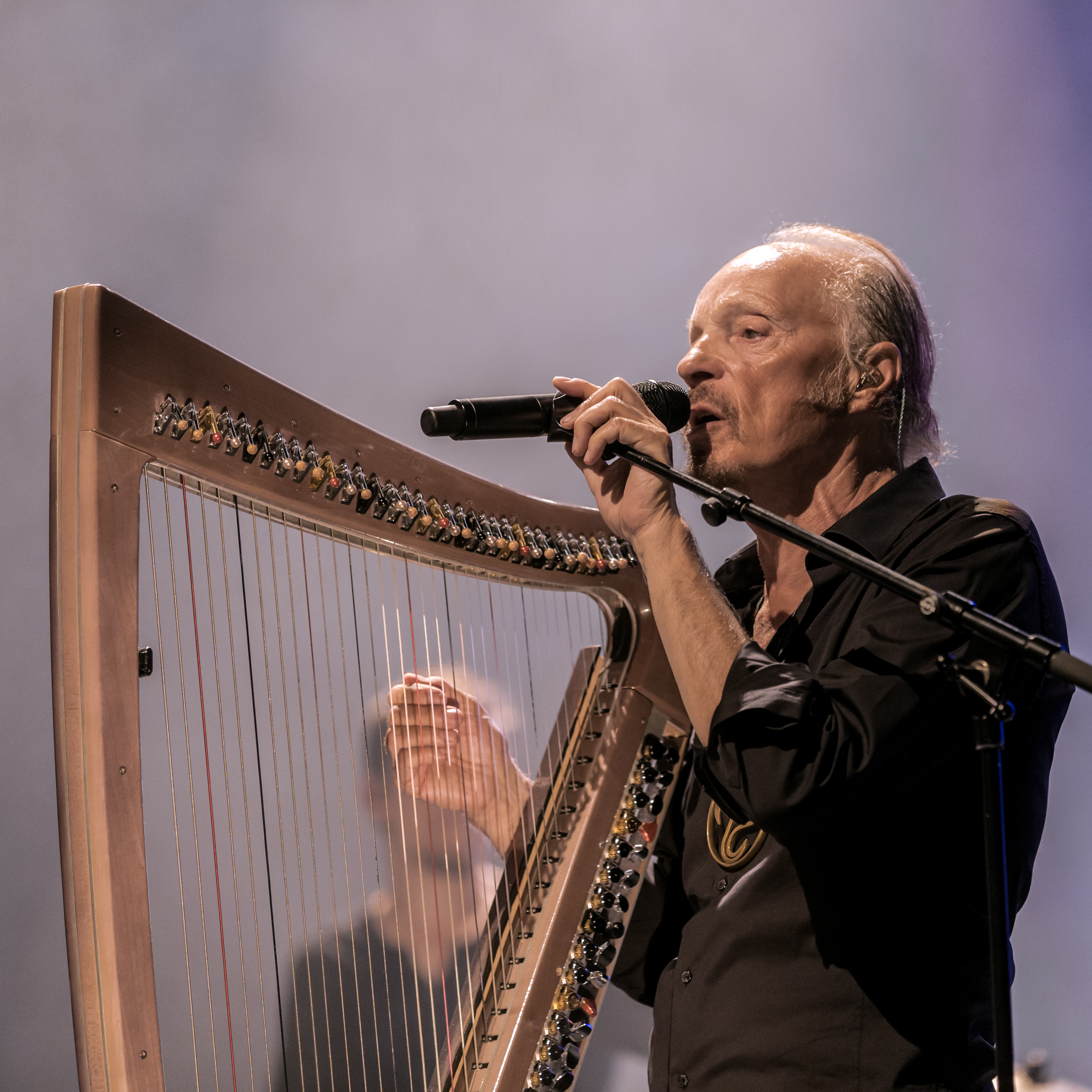
Stivell au chant et à la harpe en 2016

La première moitié est consacrée à la musique folklorique d'Outre-Manche, à savoir :
- airs irlandais dans la plaintive mélodie She moved through the fair ainsi que dans Susy Mac Guire, « histoire d'un chagrin d'amour noyé dans l'alcool » où domine le dulcimer de Gabriel Yacoub ;
- airs gallois avec une comptine enfantine, Cain y Melinydd ;
- airs écossais dans une féérie, Oidhche Mhaith, et dans une émanation du rock, Ian Morisson Reel, où l'on assiste au rythme effréné du reel (« danse de toute l'Europe nordique »)[12], entre guitare électrique, batterie et cornemuse qui se lancent la réplique.

La seconde moitié revient aux chants bretons du terroir, revus en versions nouvelles. Ils ont été choisis parmi les célèbres traditionnels : Marv eo ma mestrez (La mort de ma bien-aimée), mélodie d'une poignante tristesse chantée a cappella avec une grande sobriété d'expression par Alan Stivell, An hini a garan (Celle que j'aime est partie pour gagner son pain, dans un pays lointain), chanson d'amour du pays vannetais, un An-dro également vannetais, Metig, dañs fisel de la Montagne qui a contribué à la renommée des Sœurs Goadec, Kimiad enfin, sur le thème éternel du départ des conscrits.
Ici encore, Alan Stivell propose une de ses compositions, Brezhoneg 'Raok où, sur une musique rock énergique faisant entrer en lice tous les instruments, il rend un vibrant hommage à la langue bretonne, afin de montrer l'importance de sa sauvegarde.
L'universitaire en sociolinguistique Marielle Rispail considère dans son ouvrage qu'« il faut lire dans cette construction que l'affirmation identitaire, la nécessaire vie de la langue, n'excluent pas l'accueil de l'autre. »

### Description des titres

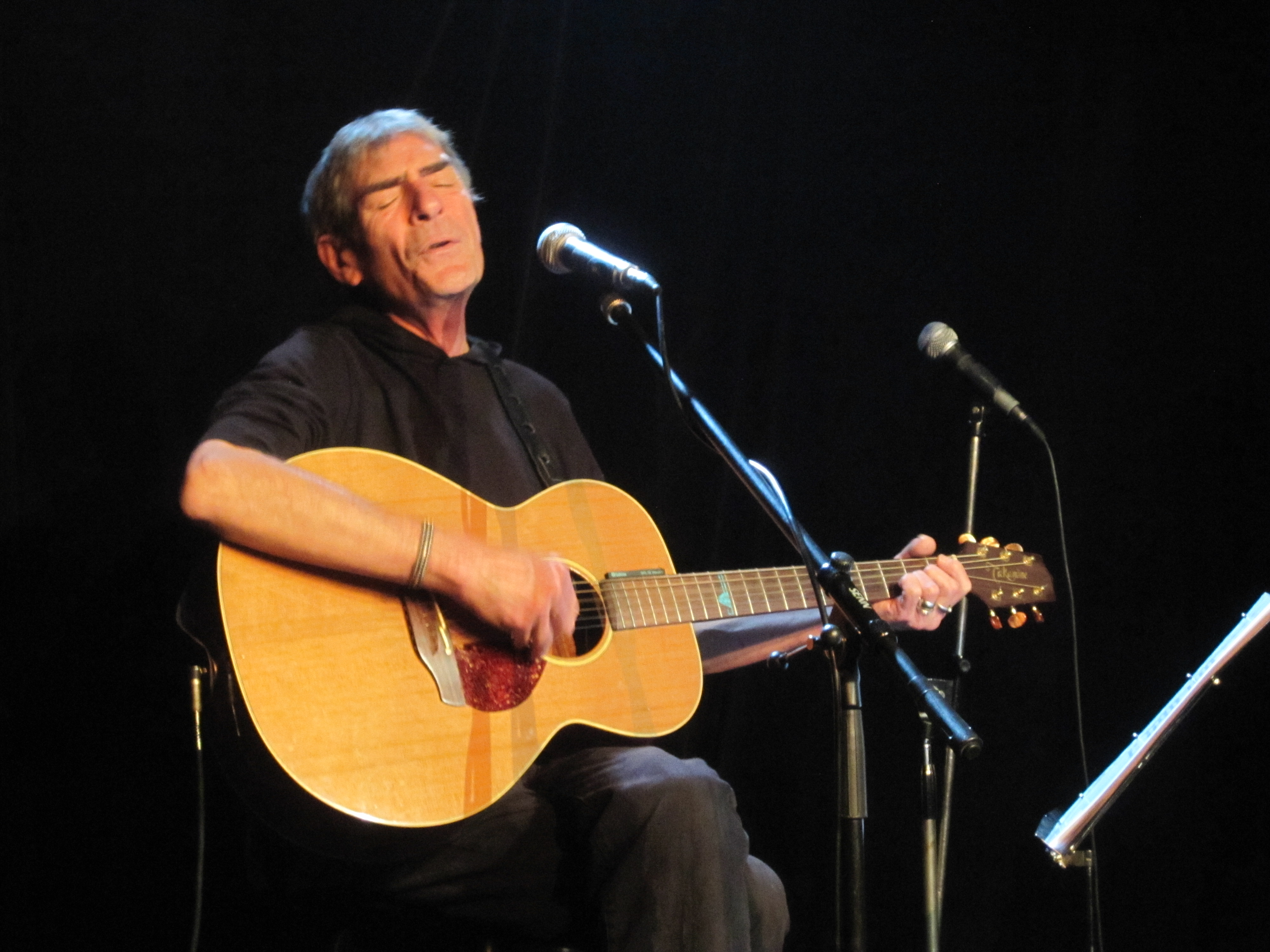
Gabriel Yacoub ouvre l'album au son du dulcimer, instrument proche des cithares.

Susy Mac GuireBallade traditionnelle irlandaise, Siobhán Ní Dhuibhir en gaélique, raconte un chagrin d'amour noyé dans l'alcool. Ouverte par le dulcimer de Gabriel Yacoub, elle est interprétée de manière grave, presque tragique, telle qu'une gwerz bretonne, renforcée par la répétition du thème musical, et s'achève avec la guitare de Dan Ar Braz.
Ian Morrisson ReelReel, danse traditionnelle écossaise, connu sous le titre John Morrison of Assynt House, transformé en rock celtique. Le son du fiddle (violon irlandais) de Werneer est vite rejoint par la batterie de Santangelli et la cornemuse de Stivell qui se montre au premier plan, sans oublier les interventions solo de Dan Ar Braz avec sa guitare électrique par-dessus le thème musical.
She Moved Through the Fair (« Elle s'est faufilée dans la foire »)Ballade irlandaise mélancolique qui existe depuis l'époque médiévale à propos d'une amoureuse disparue, alors qu'ils prévoyaient de se marier. Le sens du récit est comparable à certaines complaintes bretonnes : deux promis se heurtent à l'opprobre sociale du fait de leurs conditions différentes et malgré le consentement des parents. Stivell commente sur le disque : « Et la plainte s'enroula sur elle-même comme la queue d'un saumon, comme la vague avant de se perdre dans l'immensité, comme la gerbe de feu qui s'écrase sur l'Irlande. » Elle s'ouvre sur les arpèges de la harpe et le bourdon de la cornemuse irlandaise jouées par Alan Stivell et se termine au rythme des tablas indiens qui lui confèrent une ouverture world music.
Cân y melinydd (« Chant du meunier »)Court interlude issu d'une comptine galloise, « que les enfants chantent en dansant dans les champs de poireaux », le poireau étant par ailleurs l'un des symboles gallois. Le gallois se rapproche du breton : Mae genni ebol melyn (en breton 'Mañ ganin un ebeul melen) / Yn codi pedair oed (O kaout pevar bloaz'oad) / A phedair pedol arian (Ha peder bot arc'hant) / O dan e pedwar troed (E dan e pevar troad). Les cuillers de Marie Yacoub, comme le banjo de Gabriel Yacoub et le fiddle, lui donnent un côté très joyeux et folk.
Oidhche mhaith (« Bonne nuit »)Ballade traditionnelle en gaélique écossais que Stivell présente ainsi : « Bonne nuit... les petits, place aux adultes. Toutes les fées surgissent du pays sous la mer et avec elles les poissons et phoques pour chanter le refrain : Amour, Santé, Paix ». Stivell est d'abord seul à la harpe, puis rejoint par l'orgue et par les sœurs de René Werneer sur les refrains, pour une atmosphère apaisante et spirituelle.

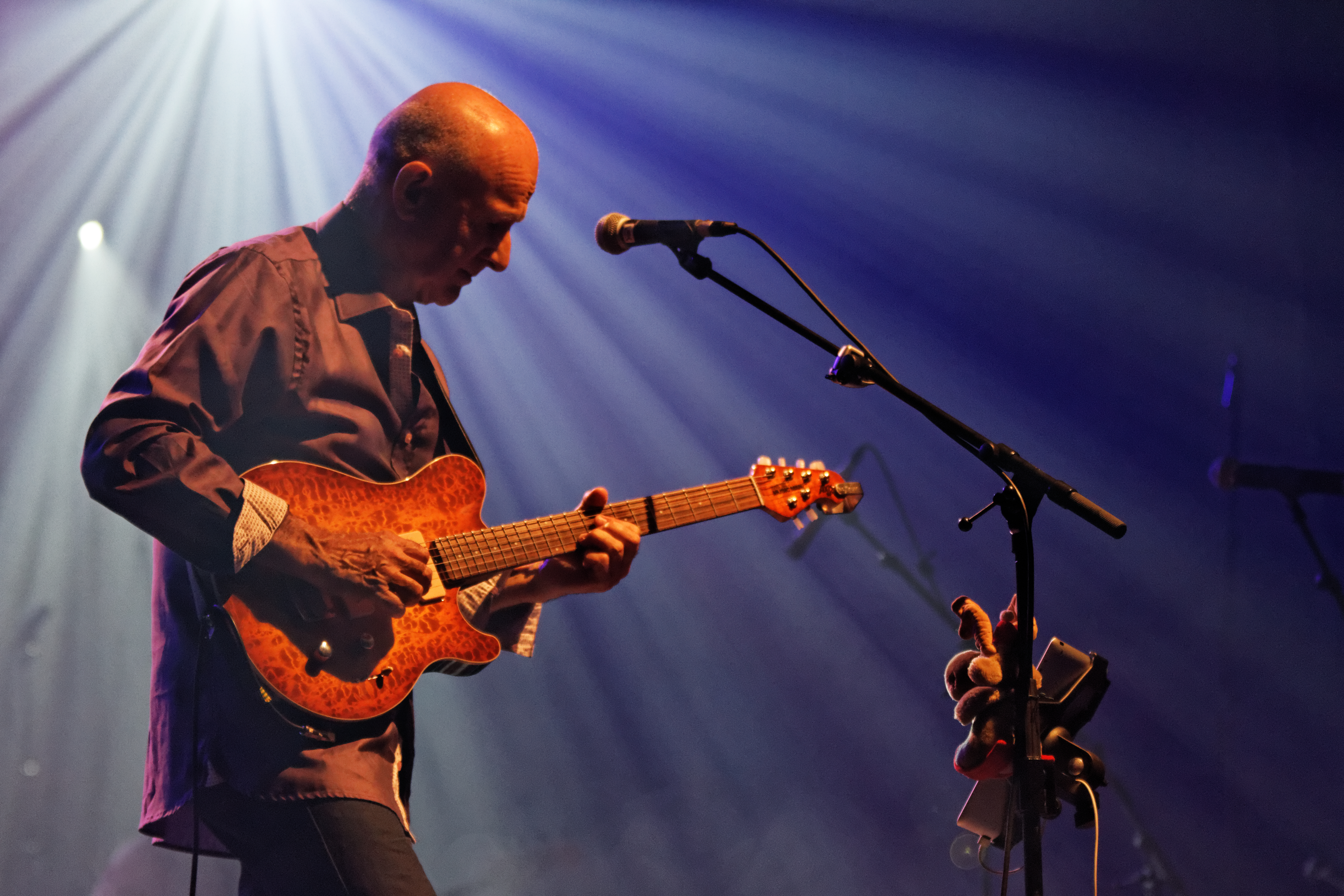
La guitare de Dan Ar Braz alterne entre douceur sentimentale et force contestataire

An dro nevez (« Nouvel an dro »)Danse bretonne an-dro menée par la bombarde et le fiddle, soutenus par la batterie, la guitare électrique et le banjo.
Maro e ma mestrez (« La mort de ma bien-aimée »)Gwerz (complainte) bretonne ouvrant la seconde partie, d'abord chantée a cappella, « avec une maîtrise étonnante » souligne Jacques Vassal, puis accompagnée à la fin par l'orgue et la guitare électrique dans les lointains tragiques ; le narrateur, accablé de chagrin par la mort de celle qu'il aimait, erre près de la fontaine et de son jardin en se demandant comment il pourrait la rejoindre à son tour.
Brezhoneg 'Raok (« En avant la langue bretonne »)Seule composition de l'album, cet appel très rock électrique est une sorte de manifeste écrit par Stivell affirmant : « Sans langue bretonne, pas de Bretagne / Sans langue bretonne, ne parlons plus de la Bretagne ». Ce refrain marquant est devenu une sorte d'hymne fort, surtout quand il est repris en chœurs à la fin avec Alan Stivell et Dan Ar Braz en tête ; « un titre fondateur et un jeu de mots mêlant rock et breton ».
An hini a garan (« Celle que j'aime »)Chant traditionnel breton, sur une mélodie vannetaise, dans lequel le narrateur déplore l'exil de celle qu'il aime depuis toujours, partie travailler au loin. Thème ô combien riche de l'émigration bretonne, chanson reprise par la suite à de multiples reprises, ici interprétée de manière vive, avec une prédominance de la harpe et de la flûte irlandaise.
MetigEmblématique dañs fisel, variété de gavotte des montagnes, qui apparaît au répertoire des sœurs Goadec et des frères Morvan ; il est précisé sur la pochette qu'« il est conseillé de quitter ses souliers » ! La chanson, créée au milieu du XIXe siècle par Jean-Pierre Marie Le Scour, évoque l'histoire d'un jeune clerc de l'évêché de Quimper qui, en se rendant au collège de Tréguier, rencontre Metig, une magnifique jeune fille qui se prépare à entrer au couvent, ce qui les attriste tous les deux, et qui finissent par se quitter en se jurant de ne jamais s'oublier. Là encore, instruments pop rock et traditionnels - dont les caisses claires écossaises - se marient, soutenus par un petit rythme jazzy.
Kimiad (« Adieu »)Chanson bretonne sur le départ du conscrit, qui doit quitter sa maison dans la vallée, les genêts et les ifs, le lieu si beau de son enfance. Le Bagad Bleimor de son enfance est convié à la guitare sèche pour exprimer la tristesse de celui qui quitte son pays natal pour revêtir l'uniforme. La voix d'Alan Stivell est emplie de nostalgie pour chanter le texte de Prosper Proux, dont Stivell partage les convictions à propose de la langue, puisque le poète avait déclaré : « La Bretagne sera bretonnante, ou elle ne sera pas. » Le commentaire sur la pochette renverse les préjugés : « Quand par mégarde, un Breton oublie sa guitare électrique à la maison, il a toujours la ressource de jouer du binioù, ou de la bombarde. C'est pas plus mal. »

### Pochette et disque
Sur la pochette, une illustration signée Jean-Luc Hallereau (basse et chœurs), « celtisée » par Alan Stivell, dessinée dans les loges de Bobino : le chanteur à la harpe et ses musiciens sont dessinés dans les tons vert-bleu, avec quelques volutes celtiques. Le simple nom de l'artiste, en haut à gauche : Stivell, en rouge, avec la stylisation habituelle du s, le titre en minuscules, en bas à gauche. À l'intérieur, le texte de présentation et des photographies : Stivell à la harpe, son grand triskell autour du cou, les musiciens sur scène, une vue de la régie d'enregistrement, un repas (de tournée de concerts ?) qui réunit les musiciens et qui semble joyeux et animé.

## Fiche technique

### Liste des morceaux
| No  | Titre                                        | Paroles    | Musique                         | Durée |
| --- | -------------------------------------------- | ---------- | ------------------------------- | ----- |
| 1.  | Susy Mac Guire (Siùn ni Dhuibhir)            |            | Trad. arr. Alan Stivell         | 3:35  |
| 2.  | Ian Morrisson Reel                           |            | Peter McLeod, arr. Alan Stivell | 4:09  |
| 3.  | She Moved Through The Fair                   |            | Trad. arr. Alan Stivell         | 4:24  |
| 4.  | Cân y Melinydd (Chanson du meunier)          |            | Trad. arr. Alan Stivell         | 1:59  |
| 5.  | Oidhche Mhaith                               |            | Trad. arr. Alan Stivell         | 1:54  |
| 6.  | An Dro Nevez (Nouvel An dro)                 |            | Trad. arr. Alan Stivell         | 3:49  |
| 7.  | Maro e ma Mestrez (La mort de ma bien-aimée) |            | Trad. arr. Alan Stivell         | 3:08  |
| 8.  | Brezhoneg 'Raok                              | A. Stivell | A. Stivell                      | 3:49  |
| 9.  | An Hini a Garan                              |            | Trad. arr. Alan Stivell         | 4:10  |
| 10. | Metig                                        |            | Trad. arr. Alan Stivell         | 4:07  |
| 11. | Kimiad                                       |            | Trad. arr. Alan Stivell         | 3:34  |

### Crédits
| - Alan Stivell : chant, harpes celtiques, cornemuse irlandaise, flûte irlandaise, mellotron, timbales, harmonium - Dan Ar Bras : guitares électrique et acoustique, chœurs - Gabriel Yacoub : guitare acoustique, banjo, dulcimer, psalterion, chœurs - René Werneer : fiddle, chœurs - Michel Santangelli : batterie - Pascal Stive : orgue, piano - Jean-Luc Hallereau : basse, chœurs - Marie Yacoub : cuillers, chœurs - Elyane et Mireille Werneer : chœurs - Michel Delaporte : tablas avec - Bagad Bleimor : cornemuses, bombardes, batterie écossaise | - Production : Franck Giboni (Fontana) - Ingénieur du son : Dominique Blanc-Francard (château d'Hérouville) - Illustrations : Jean-Luc Hallereau, Alan Stivell - Photos : J-F Puthod, Jacques Aubert, Claude Jarroir |